# 華碩PadFone 2
ASUS PadFone 2是臺灣電腦公司華碩電腦於2012年9月20日所推出的高階智慧型手機產品。此系列的第二代產品，與第一代最大的不同是手機與平板合體方式有所改變，較為直覺與簡單，但取消第一代所擁有的鍵盤。該機型同步在米蘭以及台北發表。是台灣第一支內建 4G LTE 連線能力的智慧型手機。

## 技術規格
本機型技術規格如下：
- 頻率系統：GSM/1800/1900/850/900、HSDPA、HSUPA、LTE 4G
- 螢幕：4.7" Super IPS+， 1280 x 720
- 照相鏡頭：1300萬畫素，配有LED閃光燈
- 視訊鏡頭：200萬畫素
- 處理器：Qualcomm S4 APQ8064，1.5GHz，四核心處理器
- 記憶體：2GB RAM/16GB ROM（不可Micro SD擴充）
- 作業系統(平台)：Android 4.1(可升Android 4.4 (KitKat))
- 相機：1300萬畫素（照相鏡頭）+120萬畫素（3G視訊鏡頭）（配有LED閃光燈，自動對焦，Full HD，全景模式拍攝）
- 感光元件：CMOS
- 錄影格式：H.263，MPEG4
- 圖片支援格式：BMP，GIF，JPEG，PNG
- 影片播放格式：H.263，H.264，MPEG4，WMV，3GP
- 簡訊格式：MMS，SMS
- 上網方式：3.5G / HSDPA，3G / WCDMA，4G / LTE，EDGE，GPRS，Wi-Fi / WLAN
- 鈴聲種類：AAC，AAC+，MP3，WMA
- 音樂播放器：AAC，AAC+，MP3，WMA，OGG
- 傳輸介面：USB、藍牙V4.0、HDMI、NFC
- 操作介面：直式 / 橫式螢幕切換，觸控螢幕
- 機身顏色：白，黑
- 重量：135g
- 尺寸：137.9 x 69 x 9 mm
- 電池容量：2,140毫安培（mAh）
- WCDMA通話時間：(最大)16HR
- WCDMA待機時間：(最大)14天
- 産地：中華民國

## 特色[2]

### 硬體
- PadFone Station：PadFone之專屬外接螢幕配備，接上外接螢幕（10.1吋 TFT-LCD；解析度1280x800）可成為平板電腦。而外接裝置皆有配置電池，因此接上後之續航力可增加。

### 預裝的應用程式
- 內建：

1. Super Note：自行開發的之製圖軟體，提供影像編輯、繪製等功能。
2. Watch Calender：自行開發的行事曆軟體，採圖形化介面。
3. asus@vibe：提供華碩自營應用程式的下載。
4. MyCloud：雲端儲存空間，可以免費使用有8GB額度，儲存在華碩公司所提供的網路伺服器內。(現為ASUS WebStorage)

- 與第三方合作植入的應用程式：

1. Polaris Office，可開啟及編輯Microsoft Office之軟體。
2. GARMIN衛星導航軟體，目前Google Play商店尚未販賣。

## 問題
- 最早期的版本手機放入平板外接螢幕時容易刮傷。[來源請求]
- 從2012年12月開始，到3月達到最高峰，部分PadFone 2因記憶體與軟體相容的問題，使用者使用一段時間後，出現不明關機後死機，資料完全損毀無法救回。[3]視不同情況，在維修更換主機板後，可能出現無法使用官方解鎖程式、或Device Tracker、OTA、並喪失更新的能力等狀況。[4]
  - 2013年3月22日，華碩電腦於其官方網站發布的消費者公告中表示：華碩電腦已於二月中旬更新軟體以解決記憶體相容問題，而於2013年2月28日前購買PadFone 2的消費者可在2013年6月30日前至華碩皇家俱樂部免費更換手機零件。[5]但直至4月，仍有傳出二度、甚至三度死機的災情。
  - 2013年5月15日，華碩電腦於其官方網站發布的消費者公告中表示：遇到無法開機問題的消費者可延長手機本體一年保固(含原本保固共計兩年)，但亦有消費者反映送修後無獲得延長保固一年之差別待遇情況。[6]

## 軟體更新
- 2013年12月13日，華碩官方Facebook的使用者回答中表示：未來將不支援PadFone與PadFone 2產品的更新。ASUS: Since PadFone (A68) and PadFone 2 (A66) both have their unlock tools released, there will be no further updates to these devices.[7]
- 2014年2月27日，華碩電腦於其官方網站發布的最新消息中證實，正進行將PadFone 2、PadFone Infinity 與The New PadFone Infinity等產品作業系統升級至Android 4.4 ('KitKat')之規劃，並計畫加入由華碩電腦自行設計之ASUS ZenUI。該計畫中，PadFone 2預計於2014年第二季末釋出更新。[8][9]
  - 2014年6月30日，華碩於其官方Facebook頁面發布Padfone 2更新公告，此次將系統版本升級至Android4.4，並增加ASUS ZenUI。[10]